# 有鬼无害论
有鬼无害论指认为上演一些含有鬼魂内容的戏剧没有害处的观点，引起了中国1960年代的一系列学术争论和政治批判。由孟超创作昆曲《李慧娘》引出，《有鬼无害论》即是廖沫沙为《李慧娘》辩护文章。
有研究者将这一系列争论分为三个阶段，依次是1961年年中至1963年初的学术批评、1963年年中至年底的学术批判、1964年初至1965年初的政治批判。此后，《李慧娘》与《谢瑶环》、《海瑞罢官》是为1960年代初的中国戏曲界“三株大毒草”:13。

## 背景
1951年5月5日政务院发布《关于戏曲改革工作的指示》，此后一年多，文化部先后明令禁演剧目26齣，其中大多数属于“鬼戏”。
1953年9、10月，马健翎根据秦腔《游西湖》改编的新本在西安和兰州正式演出，新本删除李蕙娘（马本如此）的“鬼魂”，代之以“装鬼”，引发普遍批评:15。新本《游西湖》与日后引发争议的《李慧娘》有同一母体《红梅阁》:115。
1956年，中央文化部召开全国戏曲剧目会议，不少人认为应该上演“鬼戏”。《新民晚报》辟专栏讨论“鬼戏”问题，先后发表争论文章30多篇。

## 历史
1961年，孟超依据《红梅记》和《红梅阁》:115创作的昆曲《李慧娘》发表于《剧本》7、8月合刊。8月，由北方昆剧院首演于北京，受到社会各界一致好评。《人民日报》、《光明日报》、《北京日报》、《文艺报》、《中国青年报》等纷纷刊登正面的评论文章，也有人认为改编剧 “新人不如故”（郦青云）:13、14。8月31日，时任中共北京市委统战部部长廖沫沙（笔名繁星）于《北京晚报》发表《有鬼无害论》说：“代表自然力量的鬼神，同时代表一种社会力量”，“如果是个好鬼，能鼓舞人们的斗志，在戏台上多出现几次，又有什么妨害呢？”
1963年3月29日，中共中央批转文化部党组《关于停演“鬼戏”的请示报告》：“更为严重的是新编的剧本（如《李慧娘》）亦大肆渲染鬼魂，而评论界又大加赞美，并且提出‘有鬼无害论’，来为演出‘鬼戏’辩护。”
5月，《文汇报》发表署名“梁璧辉”的文章《“有鬼无害”论》（一般认为是江青组织写的）：“繁星同志忽略了鬼神迷信的阶级本质，因而也忽略了它对人民的毒害。”此后的批评文章有1963年第9期《戏剧报》发表的李希凡《非常有害的“有鬼无害论”》，1963年第4期《文艺报》发表的《演“鬼戏”没有害处吗？》:39。
12月12日，毛泽东批示说：“各种艺术形式——戏剧、曲艺、音乐、美术、舞蹈、电影、诗和文学等等，问题不少，人数很多，社会主义改造在许多部门中，至今收效甚微。许多部门至今还是‘死人’统治着。”1963年底至1964年初举行的华东地区话剧观摩演出大会上，柯庆施讲话：“所有这些，深刻地反映了我们戏剧界、文艺界存在着两条道路、两种方向的斗争。这种两条道路、两种方向的斗争，本质上就是戏剧、文艺为哪一个阶级服务的斗争。”1964年6月5日，在京剧现代戏观摩演出大会开幕式上，陆定一讲话认为“鬼戏”是阶级斗争的反映。7月1日，《红旗》发文：“前一个时期，有人提倡在戏曲舞台上大演鬼戏，提倡牛鬼蛇神，还提出所谓‘有鬼无害论’，为传播封建迷信的鬼戏做辩护，这是十分有害的，是资产阶级和封建势力向社会主义进攻在文艺领域中的反映。”11月，廖沫沙被撤销职务，孟超“停职反省”。
此后批判锋芒指向《李慧娘》，1964年《文学评论》第六期的邓绍基《〈李慧娘〉——一株毒草》说：“孟超笔下的李慧娘，就是一个在政治上‘备受压抑’并且要反抗和复仇的人物形象”，“和今天的什么人的思想一致、从而可以鼓励他们呢？我们可以断言：那绝不是无产阶级和革命人民”。同时，文章将《李慧娘》定性为“一株反党反社会主义的毒草”，是国内“修正主义”“借用各种历史或传说的题材，来发泄他们对党和社会主义的不满，攻击和诽谤社会主义现实生活，放肆地向党和社会主义进攻”的“一个反映”:19。
1965年2月18日，《人民日报》发表廖沫沙文章《我的〈有鬼无害论〉是错误的》。3月1日《人民日报》登载齐向群《重评孟超新编〈李慧娘〉》，编者按说：“孟超同志新编的昆剧《李慧娘》，是一株反党反社会主义的毒草”。此文与邓绍基的《〈李慧娘〉——一株毒草》在日后被认为是“火力最集中、批判力度最大的”文章:22。4月，中共中央改组文化部。
孟超逝世于1976年5月。1979年10月，举行了孟超追悼会。1980年《李慧娘》重印发行。

## 后续
文革结束后，1979年，曲六乙发表文章认为批判有鬼无害论、《李慧娘》的责任在康生、江青身上，他认为“有鬼无害”和“有鬼有害”都有片面性。后来，穆欣发表文章描述了康生在鬼戏问题上的出尔反尔。 陆沅则发表文章说：“正在田汉、王蒙、邓拓、杨献珍、李锐、孟超等蒙冤受屈时，刘少奇理解和同情他们，曾尽力为他们主持公道。”